# Huyền thoại đâm sau lưng

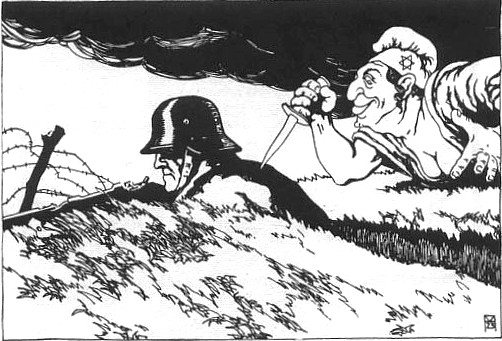
Hình minh họa từ bưu thiếp của Áo năm 1919 cho thấy bức biếm họa Do Thái dùng dao găm đâm vào lưng quân nhân Quân đội Đức. Sự đầu hàng được đổ lỗi cho những người dân không yêu nước, Chủ nghĩa xã hội, Bolshevik, Cộng hòa Weimar, và đặc biệt là người Do Thái.

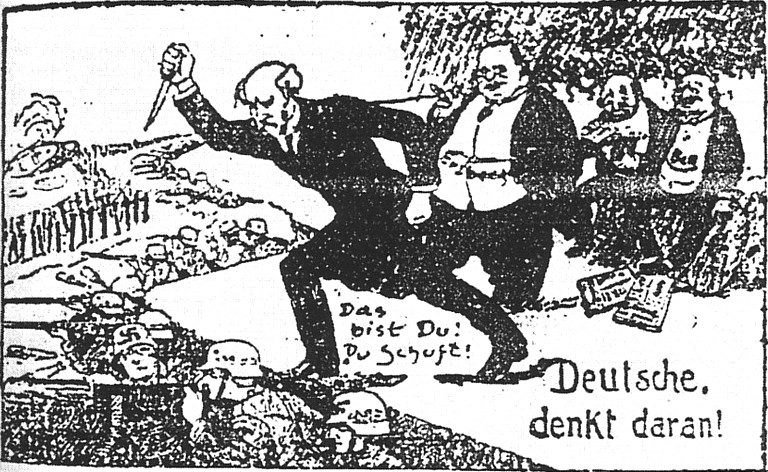
Một bộ phim hoạt hình chính trị Đức cánh hữu năm 1924 chiếu Philipp Scheidemann, chính trị gia Dân chủ Xã hội Đức, người tuyên bố Cộng hòa Weimar và là thủ tướng thứ hai của nó, và Matthias Erzberger, một chính trị gia phản chiến từ Đảng Trung tâm, người đã kết thúc Thế chiến I bằng việc ký đình chiến với Đồng minh, như đâm sau lưng Quân đội Đức

Huyền thoại đâm sau lưng (tiếng Đức: Dolchstoßlegende, phát âm [ˈdɔlçʃtoːsleˌɡɛndə] ⓘ) 
là quan niệm, được tin tưởng và phổ biến rộng rãi trong giới cánh hữu ở Đức sau năm 1918, rằng Quân đội Đức không thua Chiến tranh thế giới thứ nhất trên chiến trường mà bị phản bội do thường dân ở mặt trận quê hương, đặc biệt là những người cộng hòa mà đã lật đổ chế độ quân chủ Hohenzollern trong Cách mạng Đức 1918–19. Những người ủng hộ tố cáo các nhà lãnh đạo chính phủ Đức đã ký Hiệp định đình chiến vào ngày 11 tháng 11 năm 1918 là " 'Tội phạm tháng 11' " (tiếng Đức: Novemberverbrecher).
Khi Đảng Quốc xã lên nắm quyền vào năm 1933, họ đã biến huyền thoại này trở thành một phần không thể thiếu trong lịch sử chính thức của họ trong những năm 1920, miêu tả Cộng hòa Weimar là tác phẩm của "những tên tội phạm tháng 11" đã đâm chết đất nước. nấp ở phía sau để nắm quyền trong khi phản bội nó. Tuyên truyền của Đức Quốc xã mô tả Weimar là "một lũ tham nhũng, suy thoái, sỉ nhục dân tộc, sự đàn áp tàn nhẫn đối với 'phe đối lập quốc gia' trung thực - mười bốn năm cai trị của người Do Thái, người theo chủ nghĩa Marx và người Bolshevik văn hóa, những người cuối cùng đã bị quét sạch bởi phong trào Xã hội Chủ nghĩa Quốc gia dưới thời Adolf Hitler và thắng lợi của 'cuộc cách mạng dân tộc' năm 1933 ".
Các nhà sử học trong và ngoài nước Đức đều nhất trí bác bỏ quan điểm này, chỉ ra rằng quân đội Đức đã hết dự trữ, đang bị áp đảo bởi sự tham dự của Hoa Kỳ vào cuộc chiến, và vào cuối năm 1918 đã thua trận về mặt quân sự. Đối với nhiều người Đức, cụm từ "đâm sau lưng" gợi nhớ đến vở opera năm 1876 Götterdämmerung của Richard Wagner, trong đó Hagen giết kẻ thù của mình Siegfried - anh hùng của vở opera - với một ngọn giáo sau lưng.

## Sử dụng ở các quốc gia khác
Các diễn giải song song về chấn thương quốc gia sau thất bại quân sự xuất hiện ở các quốc gia khác. Ví dụ, trong một vài trường hợp, nó được sử dụng liên quan đến sự tham gia của Hoa Kỳ vào chiến tranh Việt Nam, không có khía cạnh chống đối.